# Чемпионат мира по лёгкой атлетике 2013 — эстафета 4×400 метров (женщины)
Соревнования в эстафетном беге 4×400 метров у женщин на чемпионате мира по лёгкой атлетике в Москве прошли на стадионе «Лужники» 16 и 17 августа 2013 года. 
Золотые медали в финальном забеге завоевала сборная России в составе Юлии Гущиной, Татьяны Фировой, Ксении Рыжовой и Антонины Кривошапки, опередившая команды США и Великобритании.
В 2016 году россиянка Антонина Кривошапка была уличена в применении туринабола во время Олимпийских игр 2012 года. В 2017 году её результаты 2012 и 2013 годов были аннулированы, таким образом сборная России была дисквалифицирована и лишена золотой медали. Награды были перераспределены, новое вручение состоялось во время чемпионата мира 2017 года.

## Медалисты
| Золото                                                                                     | Серебро                                                                       | Бронза                                                                                 |
| США · Джессика Бирд · Наташа Хастингс · Эшли Спенсер · Франсена Маккорори · Джоанна Аткинс | Великобритания · Эйлид Чайлд · Шана Кокс · Маргарет Адеойе · Кристин Охуруогу | Франция · Мари Гайо · Ленора Гийон-Фирмен · Мюриель Юрти · Флория Геи · Фара Анашарсис |

## Расписание
| Дата            | Время | Раунд                  |
| --------------- | ----- | ---------------------- |
| 16 августа 2013 | 11:30 | Предварительные забеги |
| 17 августа 2013 | 19:30 | Финал                  |

Время московское (UTC+4)

## Рекорды
| Мировой рекорд                 | СССР · (Татьяна Ледовская, Ольга Назарова, Мария Кулчунова, Ольга Брызгина)        | 3:15.17 | Сеул, Республика Корея | 1 октября 1988  |
| Рекорд чемпионатов             | США · (Гвен Торренс, Мейсел Мэлоун-Уоллес, Наташа Кайзер-Браун, Джерл Майлз-Кларк) | 3:16.71 | Штутгарт, Германия     | 22 августа 1993 |
| Лучший результат сезона в мире | США Красные · (Джессика Бирд, Наташа Хастингс, Диди Троттер, Франсена Маккорори)   | 3:22.66 | Филадельфия, США       | 27 апреля 2013  |

## Результаты

### Предварительные забеги
Квалификация: 2 лучших в каждом забеге (Q) и 2 быстрейших по времени (q).
| Место | Забег | Дорожка | Страна            | Состав                                                                | Время   | Прим. |
| ----- | ----- | ------- | ----------------- | --------------------------------------------------------------------- | ------- | ----- |
| 1     | 3     | 2       | Россия            | Юлия Гущина, Татьяна Фирова, Наталья Антюх, Ксения Рыжова             | 3:23.51 | Q, SB |
| 2     | 1     | 4       | США               | Эшли Спенсер, Джессика Бирд, Джоанна Аткинс, Франсена Маккорори       | 3:25.18 | Q     |
| 3     | 2     | 5       | Великобритания    | Эйлид Чайлд, Шана Кокс, Маргарет Адеойе, Кристин Охуруогу             | 3:25.29 | Q     |
| 4     | 2     | 2       | Нигерия           | Патенс Окон Джордж, Букола Абогунлоко, Омолара Омотосо, Регина Джордж | 3:27.29 | Q, SB |
| 5     | 2     | 3       | Франция           | Мари Гайо, Мюриель Юрти, Фара Анашарсис, Флория Геи                   | 3:27.75 | q, SB |
| 6     | 1     | 5       | Италия            | Кьяра Баццони, Марта Милани, Мария Бенедикта Чигболу, Либаниа Гренот  | 3:29.62 | Q, SB |
| 6     | 3     | 3       | Румыния           | Алина Андреа Панаинте, Аделина Пастор, Санда Бельян, Бьянка Рэзор     | 3:29.62 | Q     |
| 8     | 1     | 3       | Украина           | Дарина Приступа, Ольга Земляк, Алина Логвиненко, Наталья Пигида       | 3:29.63 | q     |
| 9     | 3     | 7       | Польша            |                                                                       | 3:29.75 |       |
| 10    | 3     | 6       | Беларусь          |                                                                       | 3:30.28 | SB    |
| 11    | 1     | 2       | Чехия             |                                                                       | 3:30.48 |       |
| 12    | 3     | 5       | Канада            |                                                                       | 3:31.09 | SB    |
| 13    | 2     | 7       | Багамские Острова |                                                                       | 3:32.91 |       |
| 14    | 2     | 4       | Тринидад и Тобаго |                                                                       | 3:33.50 |       |
| 15    | 1     | 6       | Индия             |                                                                       | 3:38.81 |       |
| 16    | 2     | 6       | Ботсвана          |                                                                       | 3:38.96 | SB    |
| —     | 3     | 4       | Ямайка            |                                                                       | DQ      |       |

DQ — дисквалифицирована, SB — лучший результат сезона.

### Финал
| Место | Дорожка | Страна         | Состав                                                                | Время   | Прим. |
| ----- | ------- | -------------- | --------------------------------------------------------------------- | ------- | ----- |
| 1     | 5       | США            | Джессика Бирд, Наташа Хастингс, Эшли Спенсер, Франсена Маккорори      | 3:20.41 | SB    |
| 2     | 6       | Великобритания | Эйлид Чайлд, Шана Кокс, Маргарет Адеойе, Кристин Охуруогу             | 3:22.61 | SB    |
| 3     | 1       | Франция        | Мари Гайо, Ленора Гийон-Фирмен, Мюриель Юрти, Флория Геи              | 3:24.21 | SB    |
| 4     | 2       | Украина        | Дарина Приступа, Ольга Ляховая, Алина Логвиненко, Наталья Пигида      | 3:27.38 | SB    |
| 5     | 3       | Нигерия        | Омолара Омотосо, Патенс Окон Джордж, Букола Абогунлоко, Регина Джордж | 3:27.57 |       |
| 6     | 8       | Румыния        | Аделина Пастор, Елена Мирела Лаврик, Санда Бельян, Бьянка Рэзор       | 3:28.40 | SB    |
| —     | 7       | Италия         | Кьяра Баццони, Марта Милани, Мария Энрика Спакка, Либаниа Гренот      | DQ      |       |
| DSQ   | 4       | Россия         | Юлия Гущина, Татьяна Фирова, Ксения Рыжова, Антонина Кривошапка       | 3:20.19 | WL    |

WL — лучший результат сезона в мире, SB — лучший результат сезона, DQ — дисквалифицирована.